# Dahlica lazuri
Dahlica lazuri is een vlinder uit de familie zakjesdragers (Psychidae). De wetenschappelijke naam van deze soort is voor het eerst geldig gepubliceerd in 1759 door Clerck.
De soort komt voor in Europa.